# Thüringerwaldbahn
|                                                               | 0,0  | Gotha Hauptbahnhof mit Ausweiche                 | Gotha Hauptbahnhof mit Ausweiche                 |
| U-Bahn-Haltepunkt / Haltestelle                               |      | Gotha Bahnhofstraße                              | Gotha Bahnhofstraße                              |
| U-Bahn-Haltepunkt / Haltestelle                               |      | Gotha Orangerie                                  | Gotha Orangerie                                  |
| U-Bahn-Haltepunkt / Haltestelle                               |      | Gotha Huttenstraße                               | Gotha Huttenstraße                               |
| U-Bahn-Abzweig geradeaus, nach rechts und von rechts          |      | Linien 2 und 3 Richtung Gotha Ostbahnhof         | Linien 2 und 3 Richtung Gotha Ostbahnhof         |
| U-Bahn-Haltepunkt / Haltestelle                               |      | Gotha Gartenstraße                               | Gotha Gartenstraße                               |
| U-Bahn-Haltepunkt / Haltestelle                               |      | Gotha Bertha-von-Suttner-Platz                   | Gotha Bertha-von-Suttner-Platz                   |
| U-Bahn-Haltepunkt / Haltestelle                               |      | Gotha Myconiusplatz                              | Gotha Myconiusplatz                              |
| U-Bahn-Haltepunkt / Haltestelle                               |      | Gotha 18.-März-Straße                            | Gotha 18.-März-Straße                            |
| U-Bahn-Haltepunkt / Haltestelle                               |      | Gotha Ernststraße                                | Gotha Ernststraße                                |
| U-Bahn-Haltepunkt / Haltestelle                               | 3,7  | Gotha Wagenhalle                                 | Gotha Wagenhalle                                 |
| U-Bahn-Abzweig geradeaus und von rechts                       |      | Depot                                            | Depot                                            |
|                                                               | 4,0  | Gotha Waltershäuser Straße                       | Gotha Waltershäuser Straße                       |
| U-Bahn-Haltepunkt / Haltestelle                               | 4,1  | Gotha Schöne Aussicht                            | Gotha Schöne Aussicht                            |
| U-Bahn-Brücke über Wasserlauf                                 |      | Leinakanal                                       | Leinakanal                                       |
| U-Bahn-Bahnhof                                                | 4,6  | Gotha Inselsbergstraße (/ Am ha we ge-Markt)     | Gotha Inselsbergstraße (/ Am ha we ge-Markt)     |
| U-Bahn-Kreuzung mit Eisenbahn geradeaus unten                 | 5,0  | Bebra–Halle                                      | Bebra–Halle                                      |
| U-Bahn-Haltepunkt / Haltestelle                               | 5,2  | Sundhausen                                       | Sundhausen                                       |
| U-Bahn-Abzweig geradeaus, nach links und von links            |      | Gotha Kreiskrankenhaus                           | Gotha Kreiskrankenhaus                           |
| U-Bahn-Strecke mit Straßenbrücke                              | 6,3  | L 1027                                           | L 1027                                           |
| ehemaliger U-Bahn-Dienststation / Betriebs- oder Güterbahnhof | 6,4  | Ausweiche km 6,4                                 | Ausweiche km 6,4                                 |
|                                                               | 8,1  | Boxberg mit Ausweiche                            | Boxberg mit Ausweiche                            |
| U-Bahn-Brücke über Wasserlauf                                 |      | Leinakanal                                       | Leinakanal                                       |
| U-Bahn-Strecke mit Straßenbrücke                              | 9,8  | A 4                                              | A 4                                              |
| U-Bahn-Brücke über Wasserlauf                                 |      | Hörsel                                           | Hörsel                                           |
| U-Bahn-Haltepunkt / Haltestelle                               | 9,9  | Leina                                            | Leina                                            |
| U-Bahn-Dienststation / Betriebs- oder Güterbahnhof            | 11,0 | Ausweiche km 11,0                                | Ausweiche km 11,0                                |
| U-Bahn-Strecke mit Straßenbrücke                              | 11,1 | L 1026                                           | L 1026                                           |
| U-Bahn-Brücke über Wasserlauf                                 |      | Badewasser                                       | Badewasser                                       |
| U-Bahn-Haltepunkt / Haltestelle                               | 12,3 | Wahlwinkel                                       | Wahlwinkel                                       |
| U-Bahn-Bahnübergang                                           | 12,4 | L 1026                                           | L 1026                                           |
| U-Bahn-Kreuzung mit Eisenbahn geradeaus oben                  | 14,0 | Fröttstädt–Georgenthal                           | Fröttstädt–Georgenthal                           |
|                                                               | 14,2 | Waltershausen Gleisdreieck nach Waltershausen Bf | Waltershausen Gleisdreieck nach Waltershausen Bf |
| U-Bahn-Haltepunkt / Haltestelle                               | 14,9 | Waltershausen, Schnepfenthal                     | Waltershausen, Schnepfenthal                     |
| U-Bahn-Bahnübergang                                           | 15,0 | L 1025                                           | L 1025                                           |
| U-Bahn-Brücke über Wasserlauf                                 |      | Badewasser                                       | Badewasser                                       |
| U-Bahn-Brücke                                                 |      | L 1026                                           | L 1026                                           |
| U-Bahn-Haltepunkt / Haltestelle                               | 16,7 | Reinhardsbrunner Teiche                          | Reinhardsbrunner Teiche                          |
| U-Bahn-Bahnhof                                                | 17,5 | Reinhardsbrunn Bf                                | Reinhardsbrunn Bf                                |
| U-Bahn-Bahnübergang                                           | 17,8 | B 88                                             | B 88                                             |
| U-Bahn-Bahnübergang                                           | 18,1 | L 1026                                           | L 1026                                           |
| U-Bahn-Haltepunkt / Haltestelle                               | 18,2 | Friedrichroda (TWSB)                             | Friedrichroda (TWSB)                             |
| U-Bahn-Bahnhof                                                | 19,3 | Marienglashöhle                                  | Marienglashöhle                                  |
| U-Bahn-Brücke über Wasserlauf                                 |      | Badewasser                                       | Badewasser                                       |
| U-Bahn-Strecke mit Straßenbrücke                              | 20,5 | „Russenbrücke“                                   | „Russenbrücke“                                   |
|                                                               | 21,7 | Bad Tabarz mit Ausweiche                         | Bad Tabarz mit Ausweiche                         |
| U-Bahn-Kopfbahnhof Streckenende (Strecke außer Betrieb)       | 22,0 | Tabarz Bf Kuppelendstelle (bis 20. Dez. 1966)    | Tabarz Bf Kuppelendstelle (bis 20. Dez. 1966)    |

| U-Bahn-Abzweig quer, von links und von rechts                                            | 0,0 | Waltershausen Gleisdreieck mit Ausweiche | Waltershausen Gleisdreieck mit Ausweiche |
| U-Bahn-Bahnübergang                                                                      | 0,3 | L 1025                                   | L 1025                                   |
| U-Bahn-Haltepunkt / Haltestelle                                                          | 0,4 | Waltershausen Ohrdrufer Straße           | Waltershausen Ohrdrufer Straße           |
| U-Bahn-Haltepunkt / Haltestelle                                                          | 0,8 | Waltershausen Goethestraße               | Waltershausen Goethestraße               |
| U-Bahn-Verschwenkung von links · U-Bahn-Verschwenkung von rechts (Strecke außer Betrieb) |     |                                          |                                          |
| U-Bahn-Haltepunkt / Haltestelle · U-Bahn-Strecke (außer Betrieb)                         | 1,5 | Waltershausen Albrechtstraße             | Waltershausen Albrechtstraße             |
| U-Bahn-Strecke · U-Bahn-Haltepunkt / Haltestelle (Strecke außer Betrieb)                 |     | Waltershausen Brühl                      | Waltershausen Brühl                      |
| U-Bahn-Strecke · U-Bahn-Haltepunkt / Haltestelle (Strecke außer Betrieb)                 |     | Waltershausen Claustor                   | Waltershausen Claustor                   |
| U-Bahn-Strecke · U-Bahn-Haltepunkt / Haltestelle (Strecke außer Betrieb)                 |     | Waltershausen Bahnhofstraße              | Waltershausen Bahnhofstraße              |
| U-Bahn-Kopfbahnhof Streckenende (Strecke außer Betrieb)                                  | 2,4 | Waltershausen Bahnhof                    | Waltershausen Bahnhof                    |

Die Thüringerwaldbahn ist eine meterspurige Überlandstraßenbahn in Thüringen. Sie bedient von Gotha ausgehend den Nordrand des Thüringer Waldes; betrieben wird sie von der Thüringerwaldbahn und Straßenbahn Gotha GmbH (TWSB). Im engeren Sinn steht der Begriff Thüringerwaldbahn für deren Linie 4.

## Streckenbeschreibung
Die Fahrt mit der Thüringerwaldbahn beginnt am Bahnhof Gotha, der von der Straßenbahngesellschaft als Hauptbahnhof bezeichnet wird, und führt in das 21,7 Kilometer entfernte Bad Tabarz am Fuße des Großen Inselsbergs. Die Reisezeit über die Gesamtstrecke beträgt knapp eine Stunde, dabei werden 22 Haltestellen bedient. An der Zwischenstation Waltershausen Gleisdreieck beginnt eine 2,4 Kilometer lange Zweigstrecke nach Waltershausen Bahnhof, an ihr liegen weitere vier Stationen. Der Nebenast wird seit dem 30. August 2007 als Linie 6 bezeichnet.
Die Strecke ist im Stadtgebiet Gotha bis zur Wendeschleife Waltershäuser Straße in Höhe der Wagenhalle zweigleisig, ansonsten eingleisig. Auf dem eingleisigen Abschnitt bestehen Ausweichmöglichkeiten an den Haltestellen Inselsbergstraße, Boxberg (hier befindet sich auch eine Wendeschleife), Reinhardsbrunn Bahnhof und Marienglashöhle sowie zwischen den Haltestellen Leina und Wahlwinkel. Die Haltestellen im Gleisdreieck Waltershausen sind ebenfalls alle zweigleisig mit Richtungsbetrieb angelegt. Außerdem besteht eine Möglichkeit zum Überholen in der Wendeschleife in Bad Tabarz sowie durch Nichtbefahren der Stichstrecke zum Krankenhaus.

## Geschichte

Fahrplan im Kursbuch der Deutschen Reichsbahn von 1989

1897 wurde zwischen der Landesregierung des Herzogtums Sachsen-Coburg und Gotha und der Gothaer Straßenbahn eine Vereinbarung zum Bau einer Überlandbahn geschlossen. Drei Jahre später erhielt die Elektrizitäts-AG vormals W. Lahmeyer & Co. (EAG) in Frankfurt am Main, die auch die Straßenbahn Gotha betrieb, die Konzession für diese Bahn. Insgesamt waren neun Strecken geplant, die aber zunächst nicht realisiert wurden. Am 21. November 1911 wurde zwischen dem Herzogtum und der AEG ein Vertrag über den Bau eines Überlandelektrizitätswerkes sowie der Thüringerwaldbahn abgeschlossen. 1912 übernahm die Thüringer Elektrizitäts-Lieferungsgesellschaft Gotha, kurz ThELG, eine Tochtergesellschaft der AEG, die EAG. Am 4. Juni 1914 begannen die Arbeiten. Sie wurden durch den Ersten Weltkrieg und die Inflation unterbrochen und erst ab dem 28. Juni 1928 fortgesetzt. Mündlicher Überlieferung zufolge soll der Bau 1915 zwischenzeitlich unter Einsatz russischer Kriegsgefangener noch einmal weitergeführt worden sein, eine damals errichtete Überführung über die Strecke wird heute noch von den Einheimischen als „Russenbrücke“ bezeichnet, da an ihrem Bau russische Gefangene beteiligt gewesen sein sollen.
Am 17. Juli 1929, dem Einweihungstag der Strecke, gehörten zehn Triebwagen, sieben Beiwagen und ein Gepäckwagen zum Fahrzeugbestand. Es wurde eine Höchstgeschwindigkeit von 50 km/h festgelegt. Die Fahrdrahtspannung betrug 600 V Gleichspannung.
In den 1930er Jahren erfreute sich die Bahn so großer Beliebtheit, dass bis 22 Fahrten täglich durchgeführt wurden. Sie wurde dabei sowohl für den Berufs- als auch für den Ausflugsverkehr rege genutzt. Der Zweite Weltkrieg verschonte die Bahn lange Zeit. Erst die Luftangriffe am 6. Februar 1945 führten zur Einstellung des Betriebs. Nachdem im April die Autobahnbrücke über die Leina gesprengt worden war, kam es zu einer Teilung in zwei Abschnitte. Der Betrieb auf den beiden Abschnitten der Strecke konnte erst im Juli 1946 wieder aufgenommen werden. Durchgehend befahrbar war sie erst ab dem 30. Oktober 1947, nachdem man die Brücke der Autobahn wieder errichtet hatte.
1951 wurde aus der Straßenbahn Gotha der VEB (K) Thüringerwaldbahn und Straßenbahn Gotha. Am 1. Oktober 1958 wurden Liniennummern eingeführt und die Strecke wurde zur Linie 4. Am 15. Mai 1964 wurde die Wendeschleife am Hauptbahnhof in Gotha in Betrieb genommen, eineinhalb Jahre später, am 20. Dezember 1966, folgte die Schleife in Tabarz am anderen Ende der Strecke. Am 1. November 1971 wurde die neue Strecke in der Innenstadt von Waltershausen eingeweiht. Ein Weiterbau über Fischbach bis Winterstein wurde verworfen.
Die heutige Thüringerwaldbahn und Straßenbahn Gotha GmbH (TWSB Gotha) wurde am 15. Januar 1991 gegründet. Am 23. März 2002 wurde der Abzweig zum Krankenhaus in Sundhausen in Betrieb genommen. Einige Züge der Waldbahn verkehren auch über diesen neuen Abschnitt der Linie 1. Anlässlich Sonderveranstaltungen wie Schwimmbadpartys oder Boxberg-Festivals (unter anderem Freakstock) werden gesondert Verstärkungszüge und ein Nachtverkehr eingerichtet. Die Pendellinie vom Gleisdreieck nach Waltershausen trägt seit August 2007 die Liniennummer 6.

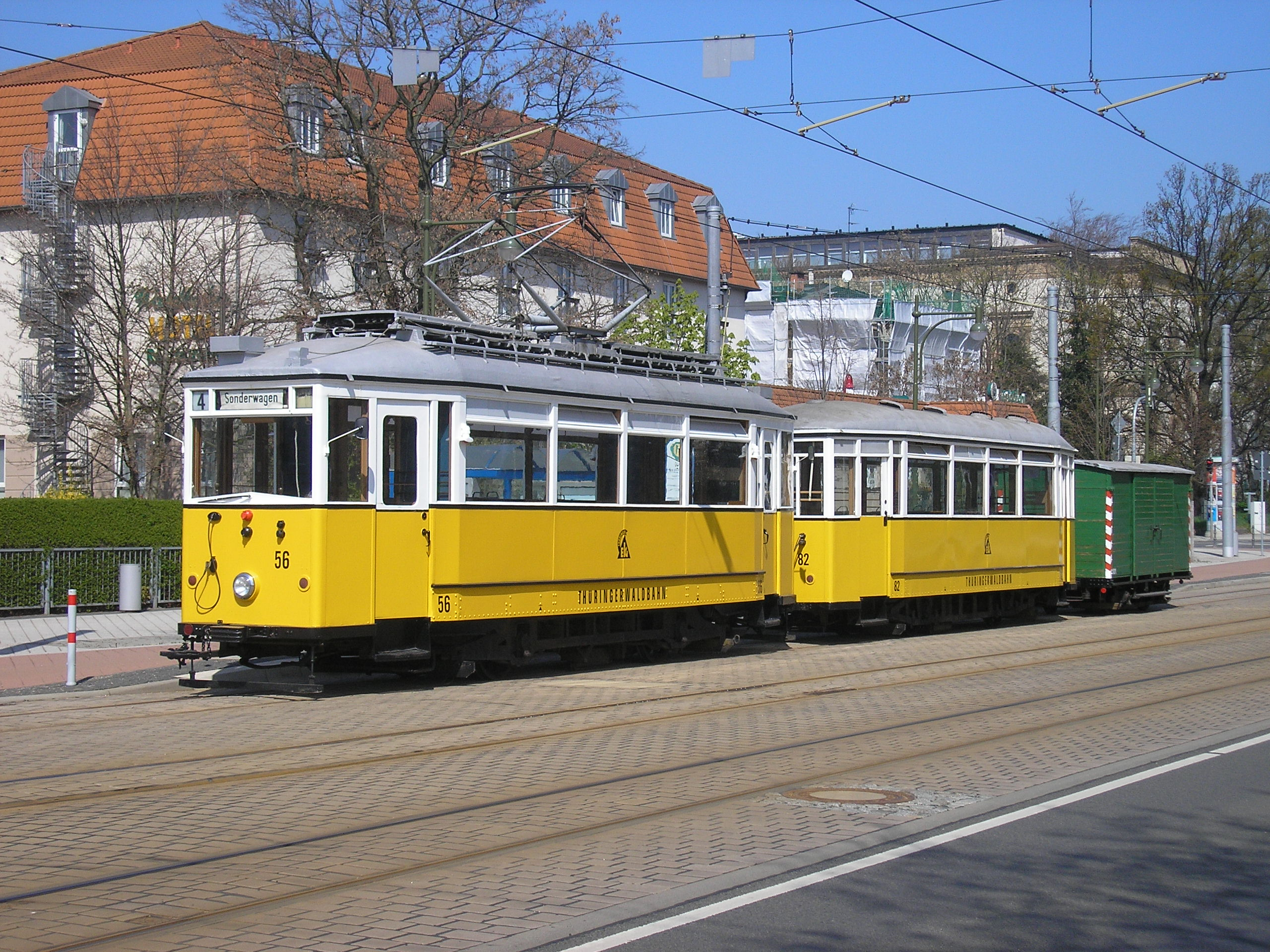
Historischer Zug der Thüringerwaldbahn in Gotha
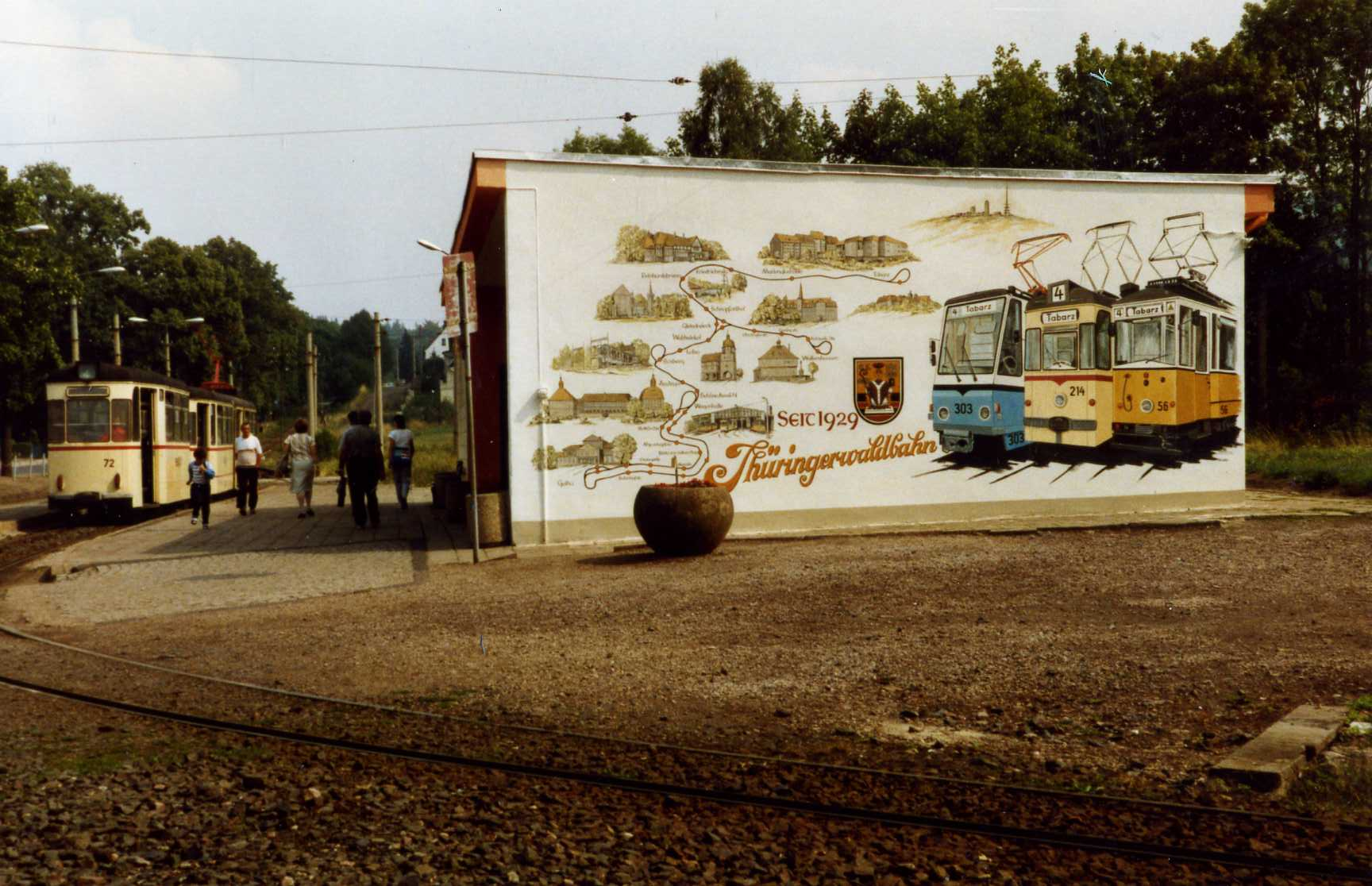
Streckennetz und Fahrzeuge als Wandbild (1989)
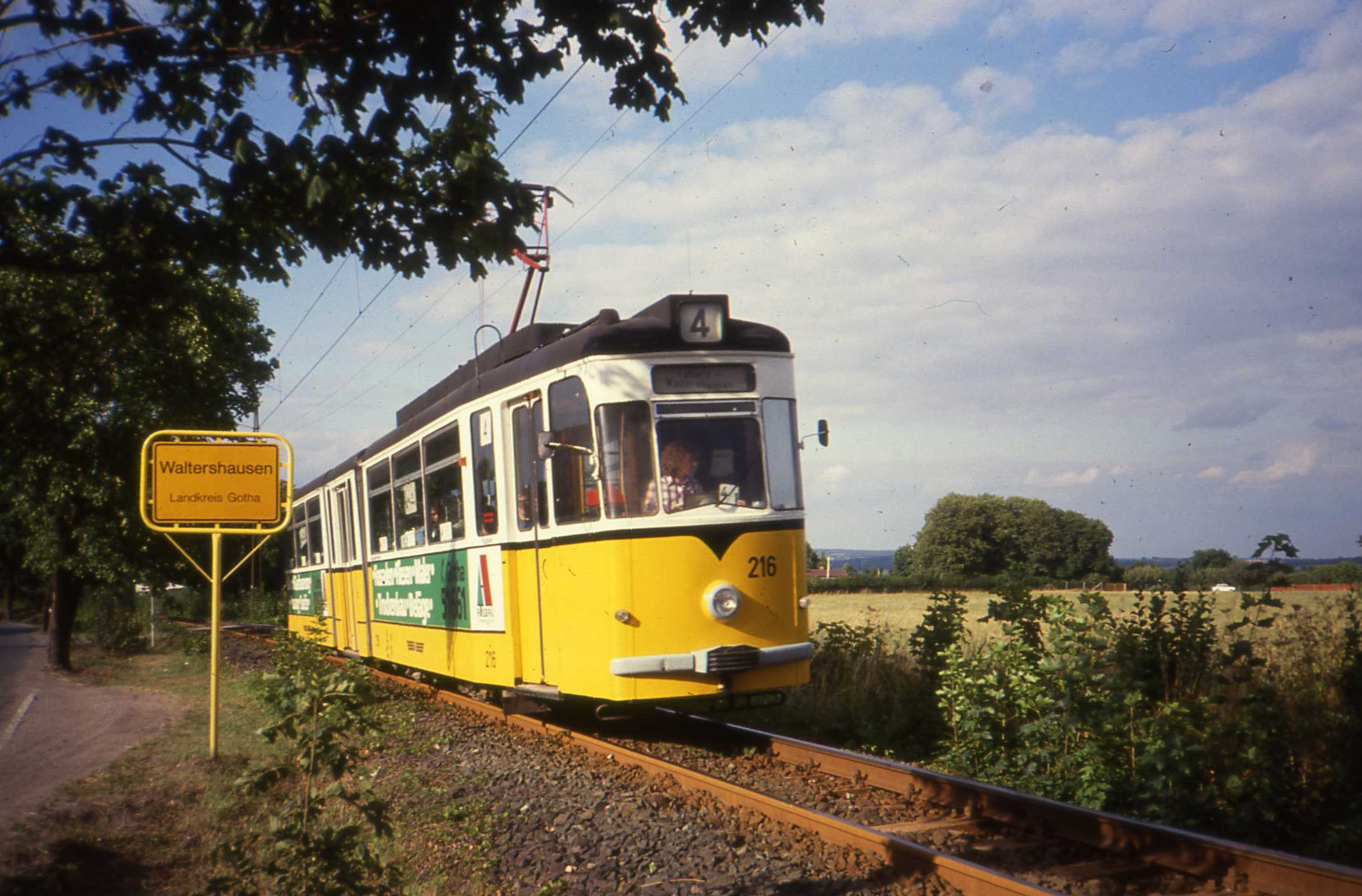
Gothawagen bei Waltershausen (1990)
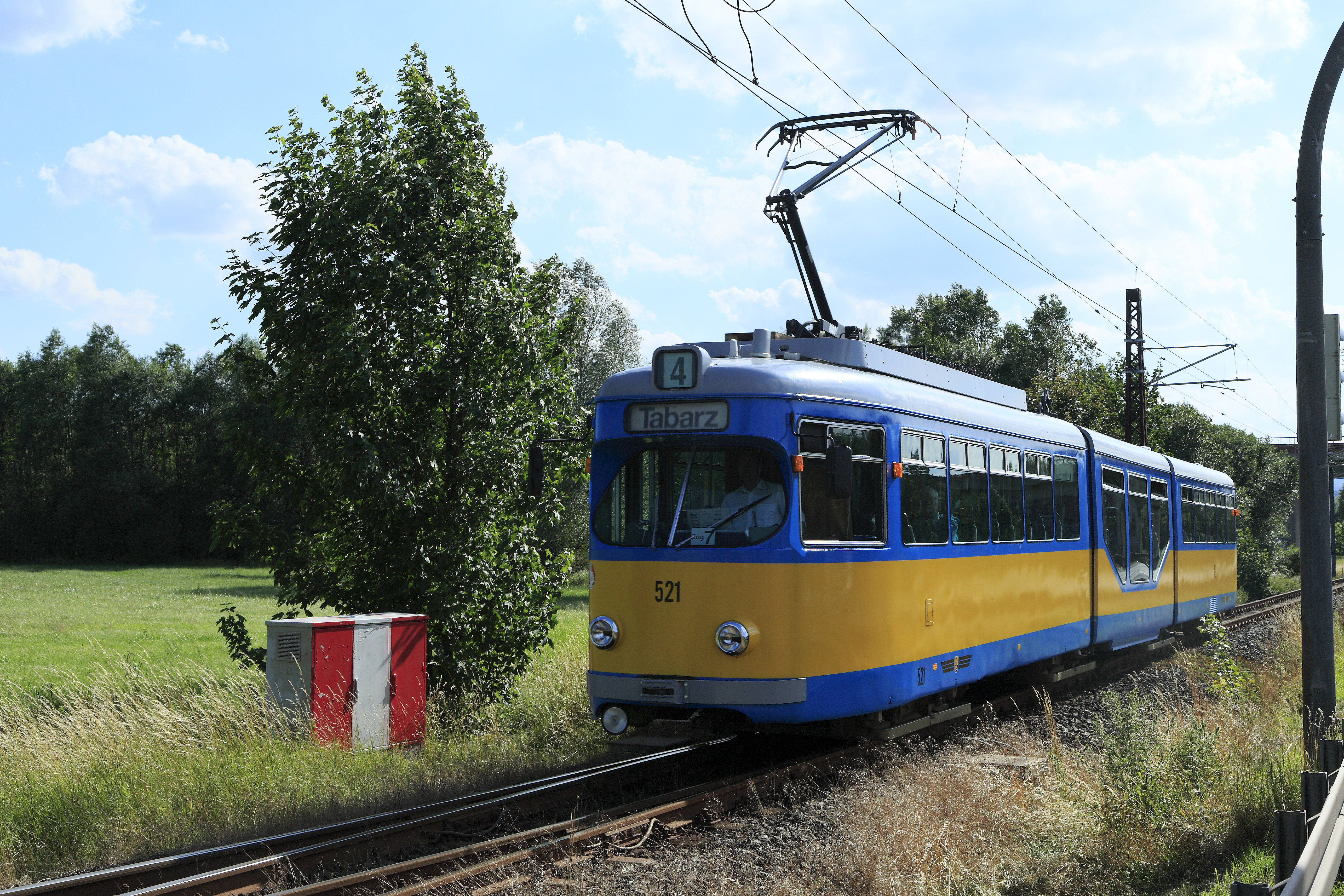
GT6N im Einsatz (2017)
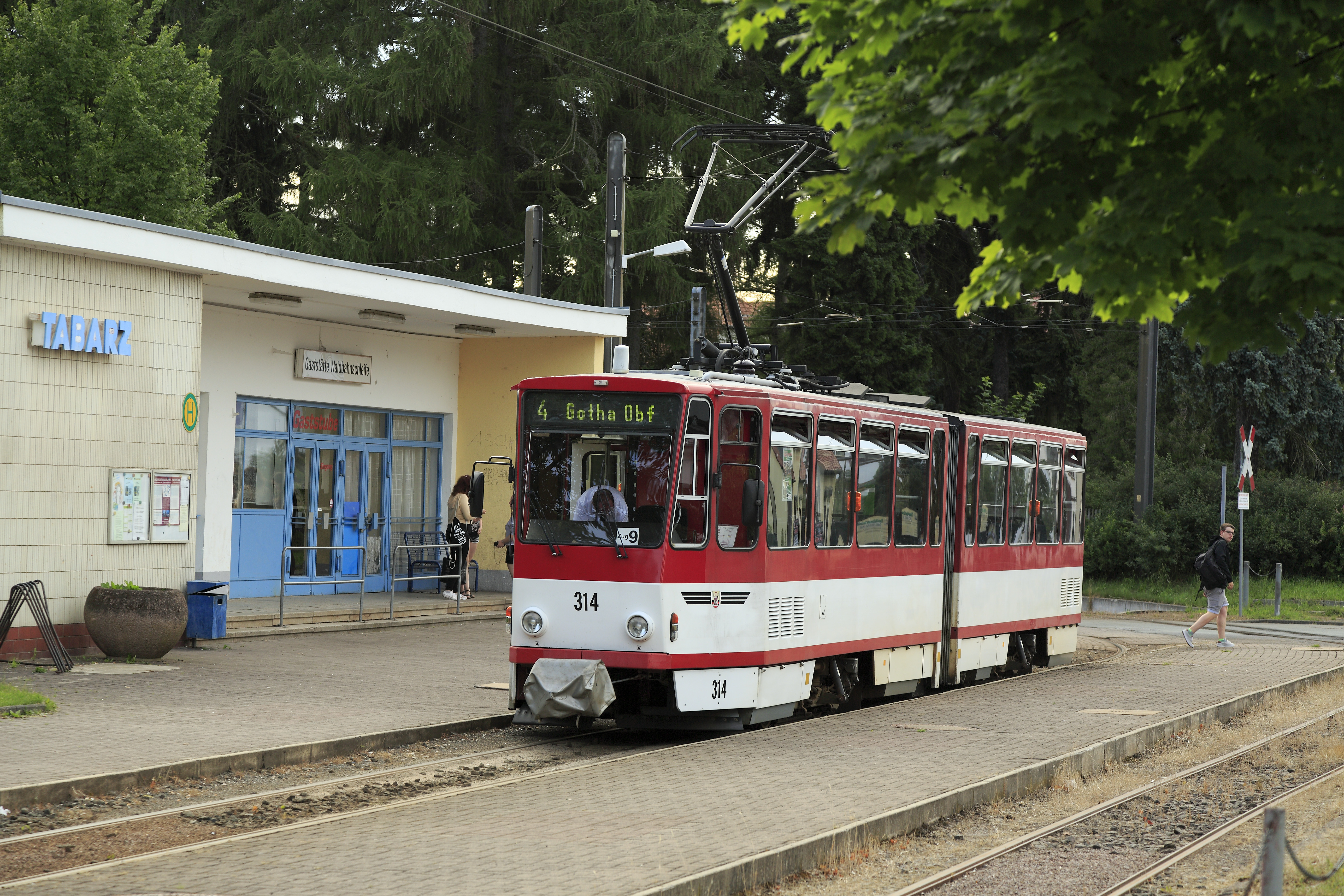
Ein Tatra KT4 in Bad Tabarz (2017)

## Die Gothaer Industriebahn
Die Industriebahn Gotha war ein Betriebsteil der Thüringerwaldbahn und Straßenbahn Gotha. Die Industrieanschlussbahn erstreckte sich links und rechts der Bahnstrecke Gotha–Leinefelde zwischen Gotha Hauptbahnhof und Gotha Ost. Die Lokomotiven der Baureihen V 10, V 15, Kaluga TGK 2 und V 22B bedienten die Fabriken und Betriebe in der Gothaer Oststadt im Bereich der Friemarer Straße, Oststraße sowie entlang der Kindleber Straße. Übergabebahnhof zur Deutschen Reichsbahn war der Bahnhof Gotha Ost. Nach Schließung von vielen Fabriken und Betrieben beziehungsweise Rückgang des Güterverkehrs ab 1990 bei der ehemaligen Deutschen Reichsbahn wurde die Industriebahn Gotha eingestellt.

### Lokomotiven der Gothaer Industriebahn
Einige Fahrzeuge waren direkt an den VEB Thüringerwaldbahn, Betriebsteil Industriebahn Gotha ausgeliefert worden, weitere Fahrzeuge wurden an Betriebe am Netz der Gothaer Industriebahn geliefert. Eingesetzt wurden die Fahrzeuge jedoch von der Industriebahn, von der auch das jeweilige Personal stammte. Die letzten beiden Lokomotiven ließ die Thüringerwaldbahn und Straßenbahn Gotha GmbH mangels Interessenten im Jahr 1998 verschrotten.
| Loknummer | Typ             | Hersteller     | Baujahr     | Bemerkung |
| --------- | --------------- | -------------- | ----------- | --- |
| unbekannt | V 10 B          | LKM Babelsberg | 1962/252307 | 1985 an agrochemisches Zentrum Mühlhausen |
| 3I        | V 10 B          | LKM Babelsberg | 1962/252342 | Auslieferung an VEB Spanplattenwerk Gotha, Einsatz durch Industriebahn Gotha |
| 4         | V 18 B / V 22 B | LKM Babelsberg | 1963/261266 | 1983 Umbau in V22 B „1“; 1991 zum Betriebsvermögen der Thüringerwaldbahn und Straßenbahn Gotha GmbH; 1996 an Heyl-Mühlen Bad Langensalza; 2010 verschrottet |
| 3         | V 10 B          | LKM Babelsberg | 1965/252433 | Auslieferung für Lager der Roten Armee im Raum Berlin, später verschiedene Industriebetriebe, anschließend Großhandelsgesellschaft Lebensmittel Gotha – eingesetzt durch Industriebahn Gotha, 1991 an Metallrohstoffe Wöhlsdorf, 1992 dort vorhanden, Verbleib unbekannt. |
| 5         | V 22 B          | LKM Babelsberg | 1971/262284 | spätere Umzeichnung in Lok 2; 1991 zum Betriebsvermögen der Thüringerwaldbahn und Straßenbahn Gotha GmbH; 1998 in Gotha Ost verschrottet |
| 3II       | V 22 B          | LKM Babelsberg | 1975/262586 | Auslieferung 1975 an VEB Förderwagen und Beschlagteile Mühlhausen „2“, 1985 an VEB Thüringerwaldbahn, Betriebsteil Industriebahn; 1991 zum Betriebsvermögen der Thüringerwaldbahn und Straßenbahn Gotha GmbH; 1998 in Gotha Ost verschrottet                              |
| 1I        | TGK 2-E 1       | Kaluga         | 1979/043    | 1989 ausgemustert, Ersatz durch 1 II; Ebenfalls TGK 2-E 1 |
| 1II       | TGK 2-E 1       | Kaluga         | 1989/175    | Ersatz für Kaluga 043; ausgeliefert an VEB Spanplattenwerk Gotha, eingesetzt durch die Gothaer Industriebahn; Verbleib unbekannt, vmtl. verschrottet |